# Drachtster Boys
VV Drachtster Boys is een amateurvoetbalvereniging uit Drachten, gemeente Smallingerland, Friesland, Nederland.

## Algemeen
De vereniging werd op 29 maart 1948 opgericht. De thuiswedstrijden worden op "Sportpark Drachtster Bos" gespeeld. De vereniging telt meer dan 800 leden, waarmee het een van de grootste voetbalclubs van Friesland is wat het ledenaantal betreft.
Vrouwenvoetbal
De vrouwen en meisjes van de club spelen vanaf 2023 samen met die van VV Drachten en SC Boornbergum '80 bij de svo VIVA '23 (Samenwerkende Vrouwen Opleding Vrouwen In Voetbal Actief). Hiervoor speelde het eerste vrouwenteam al in een samengesteld team met beide verenigingen als ST Drachten/Drachtster Boys/Boornbergum '80 in de Vierde klasse (2022/23).

## Standaardelftal
Het standaardelftal speelde tot en met het seizoen 2022/23 in het zaterdagvoetbal van het KNVB-district Noord. Met ingang van 2023/24 spelen de clubs in de Eerste klasse in acht gecombineerde competities met de zondagclubs. De laatste degradatie uit de Hoofdklasse was in het seizoen 2015/16.
Competitievoetbal
Drachtster Boys speelde in twee perioden vijftien seizoenen op het hoogste amateurniveau in het zaterdagvoetbal. In de eerste periode van veertien seizoenen werd er van 1989/90-1995/96 gespeeld in de Eerste klasse en van 1996/97-2002/03 in de Hoofdklasse. Hierna werd nog een seizoen (2005/06) in de Hoofdklasse op het hoogste niveau gespeeld. Hierna speelde het eerste elftal of in de Eerste- of Hoofdklasse op een lager niveau.
Bekervoetbal
Drachtster Boys won driemaal de Noordelijke districtsbeker. In 1983 werd in de finale bij VV Rolder Boys met 3-0 van SC Erica gewonnen. Datzelfde jaar werd ook de Landelijke amateurbeker gewonnen door in de finale bij DOVO met 2-1 van VV Breskens te winnen. In 1987 werd de finale bij en van MSC met 3-1, na verlenging, gewonnen. In 2001 werd de finale bij Harkemase Boys met 3-2 van VV Sneek gewonnen.

### Erelijst
kampioen Eerste klasse: 2005, 2009, 2013
kampioen Tweede klasse: 1989
kampioen Derde klasse: 1973, 1981
winnaar KNVB beker voor amateurs: 1983
winnaar Districtsbeker Noord: 1983, 1987, 2001

### Competitieresultaten 1958–heden
| 7 4A |

| 5 4A |

| 6 4A |

| 5 4A |

| 5 4A |

| 5 4A |

| 5 4A |

| 3 4A |

| 2 4A |

| 4 3A |

| 4 3A |

| 4 3A |

| 5 3A |

| 2 3B |

| 2 3B |

| 1 3B |

| 3 2D |

| 9 2D |

| 11 2D |

| 9 2D |

| 13 2D |

| 2 3B |

| 2 3A |

| 2 3A |

| 11 2E |

| 11 2E |

| 4 2E |

| 8 2E |

| 3 2E |

| 3 2E |

| 7 2E |

| 1 2E |

| 8 1C |

| 7 1C |

| 5 1C |

| 7 1C |

| 11 1C |

| 8 1C |

| 7 1C |

| 6 C |

| 10 C |

| 11 C |

| 11 C |

| 5 C |

| 13 C |

| 14 C |

| 3 1E |

| 1 1E |

| 14 C |

| 7 1E |

| 8 1E |

| 6 1E |

| 4 1E |

| 10 C |

| 14 C |

| 1 1E |

| 8 C |

| 10 C |

| 14 C |

| 3 1E |

| 2 1E |

| 7 1E |

| -- 1E |

| -- 1E |

| 6 1E |

| 9 1E |

| 7 1I |

1981: de beslissingswedstrijden op Hemelvaartsdag 28 mei bij VV Gorredijk om het klassekampioenschap in 3A werd met 2-1 gewonnen van FC Wolvega
1996: de Eerste klasse werd Hoofdklasse
| Hoofdklasse | Eerste klasse | Tweede klasse | Derde klasse | Vierde klasse |

In elke staaf van de grafiek staat van boven naar beneden vermeld: 
- Eindnotering

Dit is de positie die de club heeft bereikt in de competitie, zonder eventuele beslissings-, play-off- of nacompetitiewedstrijden die nodig zijn geweest om bijvoorbeeld de kampioen van de competitie te bepalen.
Indien een * achter het getal staat is de notering een tussenstand en kan het zijn dat de notering niet overeenkomt met de uiteindelijke eindstand van de competitie.
Staat er een - dan is het seizoen nog bezig en is er geen definitieve uitslag bekend.
Staat er xx op de positie van de notering, dan heeft de club vroegtijdig de competitie verlaten. Dit kan onder andere komen door terugtrekking van het team, faillissement van de club of door een uitgedeelde straf van de KNVB. In veel gevallen staat elders in het artikel de reden vermeld.
Staat er een ? dan is het resultaat uit het verleden onbekend, en is alleen de competitie of het niveau bekend van dat seizoen.
In de seizoenen 2019/20 en 2020/21 werd wegens de coronacrisis het amateurvoetbal afgebroken. Daardoor kennen deze staven geen eindklassering (middels -- weergegeven).
- Competitieniveau en afdelingsletter of Officiële eindstand Eredivisie
  - Competitieniveau en afdelingsletter

Hierbij geeft het getal het niveau weer, dat ook terug te vinden is in de legenda. De letter is de afdelingsaanduiding en wordt gebruikt wanneer er meer afdelingen zijn op hetzelfde niveau. De afdelingsletter is altijd een hoofdletter en wordt meestal zonder nummer gebruikt.
Voorbeeld: 2F is niveau 2e klasse competitie F.
Het competitieniveau en nummer wordt niet vermeld wanneer er slechts één competitie van dit niveau was.
  - Officiële eindstand Eredivisie (getal staat tussen haakjes vermeld)

Sinds de introductie van play-offwedstrijden voor Europees voetbal na afloop van de reguliere competitie in 2005/06, is de KNVB verplicht een eindstand van de Eredivisie door te geven aan de UEFA aan de hand van deze play-offwedstrijden.
Bij deze eindstand staan clubs die zich hebben gekwalificeerd voor Europees voetbal hoger dan clubs die zich niet wisten te kwalificeren. Indien er geen verschil was tussen de eindnotering en de officiële eindstand, staat dit getal niet vermeld.

- Onderafdeling

Hier staat afgekort de naam van de onderafdeling indien de club in dat jaar in een onderafdeling uitkwam. Tevens staat deze afkorting in de legenda en wordt gelinkt naar het artikel over deze onderafdeling. Deze afkorting wordt alleen vermeld wanneer de club in het verleden in verschillende onderafdelingen heeft gespeeld. Deze vermelding is in de staaf altijd in kleine letters. Deze onderafdelingen zijn na het seizoen 1995/96 afgeschaft. Heeft de club in slechts één onderafdeling gespeeld, dan is dit alleen terug te vinden in de legenda.
Onder de staaf staat het jaartal vermeld waarin het seizoen is afgesloten. 15 verwijst naar het seizoen 2014/15 of eventueel het seizoen 1914/15.
Wanneer een staaf leeg is, zijn deze gegevens niet bekend. Het kan ook zijn dat de club dat seizoen niet heeft meegespeeld op het hogere amateurniveau, vroegtijdig de competitie heeft verlaten of uit de competitie is gezet.

In het seizoen 1944/45 was er wegens de Tweede Wereldoorlog geen regulier competitievoetbal.

## Zaalvoetbal
Het eerste zaalvoetbalteam bij de vrouwen speelde van 2011/12 tot en met 2021/22 elf seizoenen op het hoogste niveau in de Eredivisie Vrouwen Zaalvoetbal. In het seizoen 2016/17 werd het landskampioenschap behaald. Voor het seizoen 2022/23 trok de club het team terug uit de eredivisie om vanaf het seizoen 2022/23 verder te gaan in de landelijke hoofdklasse.

## Bekende (oud-)spelers
- Tony Alberda
- Harvey Bischop
- Pieter Huistra
- Henk de Jong

## Bekende (oud-)trainers
- Foppe de Haan (1977-1980)
- Henk de Jong (1994-1996)
- Gerry Hamstra (1996-2001)